# Kalzium
Kalzium (Cálcio em alemão) é uma tabela periódica para o ambiente de trabalho KDE 4. O KDE é uma comunidade internacional de software livre.
O programa contém informações sobre 103  elementos químicos, incluindo massa, carga, imagem, informações sobre sua descoberta, dados químicos e energéticos e um modelo do seu átomo. É utilizado em instituições de ensino como instrumento para despertar o interesse dos alunos pela matéria.
A tabela pode ser configurada para exibir numeração, estado da matéria e codificação de cores de várias formas. Adicionalmente, um índice de datas está disponível, permitindo exibir apenas elementos descobertos até um determinado ano.
A partir da versão 4.3, o programa inclui abas deslizantes e integração com a Wikipedia.